# Adolphe Vézinet
Adolphe Vézinet, né le 1er mars 1906 à Montjaux et mort le 13 janvier 1996 à Marseille, est un militaire et résistant français, Compagnon de la Libération. 

## Biographie

### Jeunesse et engagement
Fils de cultivateur, Adolphe Vézinet naît le 1er mars 1906 à Montjaux, dans l'Aveyron. Affecté au Maroc en 1926 pour son service militaire au sein de l'infanterie coloniale, il est promu sous-lieutenant et passe dans la réserve. Après un séjour de près de trois ans en Afrique-Occidentale française, principalement au sénégal et en Mauritanie, il retourne dans l'armée d'active en 1930. de nouveau affecté au Maroc, il y séjourne de 1931 à 1932 et participe à la pacification du pays lors de laquelle il obtient une citation pour sa participation à la prise de Tafilalet. Il part ensuite pour l'Indochine où il séjourne au Tonkin de 1934 à 1937. Il retourne en Afrique en 1938 après avoir été promu capitaine et est affecté au régiment de tirailleurs sénégalais du Tchad (RTST) où il se trouve toujours au moment où la seconde guerre mondiale éclate.

### Seconde Guerre mondiale
En août 1940, après avoir plus tôt pris connaissance de l'appel du général de Gaulle, Adolphe Vézinet particpe activement au ralliement du Tchad à la France libre. Le capitaine Vézinet s'engage alors dans les forces françaises libres avec le RTST, première unité militaire ralliée à la France libre. En 1941 Vézinet, promu chef de bataillon, participe à la bataille de Koufra avec la colonne Leclerc dont fait partie le RTST. Il poursuit ensuite les combats en Libye dans le cadre de la guerre du désert avant de prendre part à la campagne de Tunisie au début de l'année 1943,. En juillet 1943, Adolphe Vézinet fait partie des cadres métropolitains du RTST choisis pour constituer l'encadrement du régiment de marche du Tchad (RMT) nouvellement crée au sein de la toute jeune 2e division blindée (2e DB) et prend le commandement du 1er bataillon de ce régiment. Un mois plus tard, il devient chef d'état-major du groupement tactique Dio dont le 1er bataillon du RMT est l'unité principale,. En mars 1944, il est promu lieutenant-colonel et part pour l'Angleterre avec la division en vue du débarquement en Europe.
Débarqué à Utah Beach avec la 2e DB, Adolphe vézinet prend part à la bataille de Normandie et se distingue notamment lors de combats autour de Carrouges au cours desquels il est blessé. Il contribue ensuite à la libération de Paris en menant des actions efficaces à Dugny, au Bourget et au Blanc-Mesnil. Chef d'un sous-groupement tactique blindé pendant la campagne de Lorraine, il libère la ville de Baccarat le 31 octobre 1944. Nommé sous-chef d'état-major de la 2e DB, il participe ensuite à la libération de Strasbourg et libère le village d'Erstein,. Il est promu colonel en janvier 1945 et nommé chef d'état-major du corps expéditionnaire français en Extrême-Orient destiné à aller combattre les Japonais en Indochine, mais il quitte ce poste en juin 1945 pour devenir directeur des troupes coloniales. 

### Après-Guerre
Il part cependant en Extrême-Orient et y retrouve le général Leclerc dont il devient le chef d'état-major particulier jusqu'à la mort de celui-ci en novembre 1947. Chef d'état-major particulier auprès du secrétaire d'État aux forces armées de terre en 1948, il reçoit l'année suivante ses étoiles de général de brigade et prend le commandement de la région sud de l'Annam. Il revient en France en 1950 pour prendre la fonction de secrétaire général-adjoint de la défense nationale. En 1954, il prend le commandement de la 8e division d'infanterie à Versailles, fonction qu'il exerce jusqu'en 1956, année où il devient général de division. Chef de la Direction des personnels militaire de l'armée de terre de 1957 à 1959, il est élevé au rang de général de corps d'armée et prend le commandement de la 9e région militaire à Marseille. En 1960, il part pour l'Algérie où il prend le commandement du Corps d'armée d'Alger. En 1961, fidèle au général de Gaulle, il ne prend pas part au putsch des généraux et est interné par ses auteurs à In Salah. 
Libéré après l'échec du putsch, il retourne en France et devient, en juillet 1961, chef de la 1re région militaire à Paris. Inspecteur général de la défense opérationnelle du territoire en 1963, il devient général d'armée l'année suivante et prend la fonction de gouverneur militaire de Lyon. Après avoir pris sa retraite de l'armée en 1967, il exerce à partir de l'année suivante les fonctions de conseiller d'État en service extraordinaire. Définitivement retraité, il se retire à Marseille où il était autrefois en poste.
Adolphe Vézinet meurt le 13 janvier 1996 à Marseille et est inhulé dans son village natal de Montjaux.

## Décorations
|  |  |  |  |  |  |
|  |  |  |  |  |  |
|  |  |  |  |  |  |
|  |  |  |  |  |  |
|  |  |  |  |  |  |
|  |  |  |  |  |  |

| Grand officier de l'Ordre de la Légion d'Honneur                     | Grand officier de l'Ordre de la Légion d'Honneur                     | Grand officier de l'Ordre de la Légion d'Honneur                     | Compagnon de la Libération Par décret du 2 juin 1943                           | Compagnon de la Libération Par décret du 2 juin 1943                           | Compagnon de la Libération Par décret du 2 juin 1943                           | Grand-croix de l'Ordre national du Mérite                                                           | Grand-croix de l'Ordre national du Mérite                                                           | Grand-croix de l'Ordre national du Mérite                                                           |
| Croix de guerre 1939-1945 Avec quatre palmes et une étoile d'argent  | Croix de guerre 1939-1945 Avec quatre palmes et une étoile d'argent  | Croix de guerre 1939-1945 Avec quatre palmes et une étoile d'argent  | Croix de guerre des Théâtres d'opérations extérieurs Avec une étoile de bronze | Croix de guerre des Théâtres d'opérations extérieurs Avec une étoile de bronze | Croix de guerre des Théâtres d'opérations extérieurs Avec une étoile de bronze | Croix de la Valeur militaire Avec une palme                                                         | Croix de la Valeur militaire Avec une palme                                                         | Croix de la Valeur militaire Avec une palme                                                         |
| Médaille des blessés de guerre                                       | Médaille des blessés de guerre                                       | Médaille des blessés de guerre                                       | Médaille de la Résistance française Avec rosette                               | Médaille de la Résistance française Avec rosette                               | Médaille de la Résistance française Avec rosette                               | Croix du combattant volontaire Avec agrafe "Guerre 1939-1945"                                       | Croix du combattant volontaire Avec agrafe "Guerre 1939-1945"                                       | Croix du combattant volontaire Avec agrafe "Guerre 1939-1945"                                       |
| Croix du combattant volontaire de la Résistance                      | Croix du combattant volontaire de la Résistance                      | Croix du combattant volontaire de la Résistance                      | Croix du combattant                                                            | Croix du combattant                                                            | Croix du combattant                                                            | Médaille coloniale Avec agrafes "Maroc", "AOF", "Indochine" "Tchad", "Fezzan", "Libye" et "Tunisie" | Médaille coloniale Avec agrafes "Maroc", "AOF", "Indochine" "Tchad", "Fezzan", "Libye" et "Tunisie" | Médaille coloniale Avec agrafes "Maroc", "AOF", "Indochine" "Tchad", "Fezzan", "Libye" et "Tunisie" |
| Médaille commémorative des services volontaires dans la France libre | Médaille commémorative des services volontaires dans la France libre | Médaille commémorative des services volontaires dans la France libre | Médaille commémorative française de la guerre 1939-1945                        | Médaille commémorative française de la guerre 1939-1945                        | Médaille commémorative française de la guerre 1939-1945                        | Médaille commémorative de la campagne d'Indochine                                                   | Médaille commémorative de la campagne d'Indochine                                                   | Médaille commémorative de la campagne d'Indochine                                                   |
| Distinguished Service Order (Royaume-Uni)                            |                                                                      |                                                                      |                                                                                |                                                                                |                                                                                | | | |

## Publications
- Le général Leclerc de Hauteclocque : Maréchal de France, Presses de la Cité, 1974, 315 p. (ISBN 978-2-262-03294-4).
- Le général Leclerc, J'ai lu, 1982 (ISBN 2277213918).

## Hommages
- À Marseille, un square a été baptisé en son honneur[5].